# جورج کالاگان
جورج کالاگان (انگلیسی: George Callaghan; ۲۱ دسامبر ۱۸۵۲ – ۲۳ نوامبر ۱۹۲۰) افسر نیروی دریایی پادشاهی بریتانیا بود. در طول شورش بوکسورها، او به عنوان فرمانده یک تیپ دریایی که به ساحل اعزام شده بود تا بخشی از یک عملیات بزرگتر تحت فرماندهی سپهبد سر آلفرد گاسلی را تشکیل دهد، خدمت کرد: این عملیات وارد پکن شد و سفارتخانه‌هایی را که در آنجا گروگان گرفته شده بودند، نجات داد. او دوباره زمانی به شهرت رسید که به عنوان فرمانده دوم ناوگان مدیترانه، در امدادرسانی به بازماندگان زلزله مسینا، که باعث از دست رفتن تقریباً ۱۲۳۰۰۰ نفر شده بود، کمک کرد.
کالاهان در نوامبر ۱۹۱۱ فرمانده کل ناوگان داخلی شد و در دسامبر ۱۹۱۳ به او اطلاع داده شد که دوره تصدی او برای دوازده ماه دیگر تمدید خواهد شد. با افزایش تنش‌های بین‌المللی، او شروع به آماده‌سازی ناوگان خود برای جنگ کرد. با شروع جنگ جهانی اول در ژوئیه ۱۹۱۴، کالاهان با کشتی پرچمدار خود به سمت ایستگاه جنگی خود در اسکاپا فلو حرکت کرد. در آنجا او با جانشین تعیین‌شده‌اش، سر جان جلیکو، ملاقات کرد. جلیکو از لرد اول دریاسالاری وینستون چرچیل دستور گرفته بود که کالاگان پیر را از فرماندهی ناوگان خود برکنار کند. کالاگان از اینکه فرماندهی ناوگان خود را در جنگی که کاملاً برای آن آماده شده بود، بر عهده نداشت، به شدت ناامید بود. او به عنوان فرمانده کل نور، منصوب شد.